# Liste der schwedischen Botschafter in Frankreich

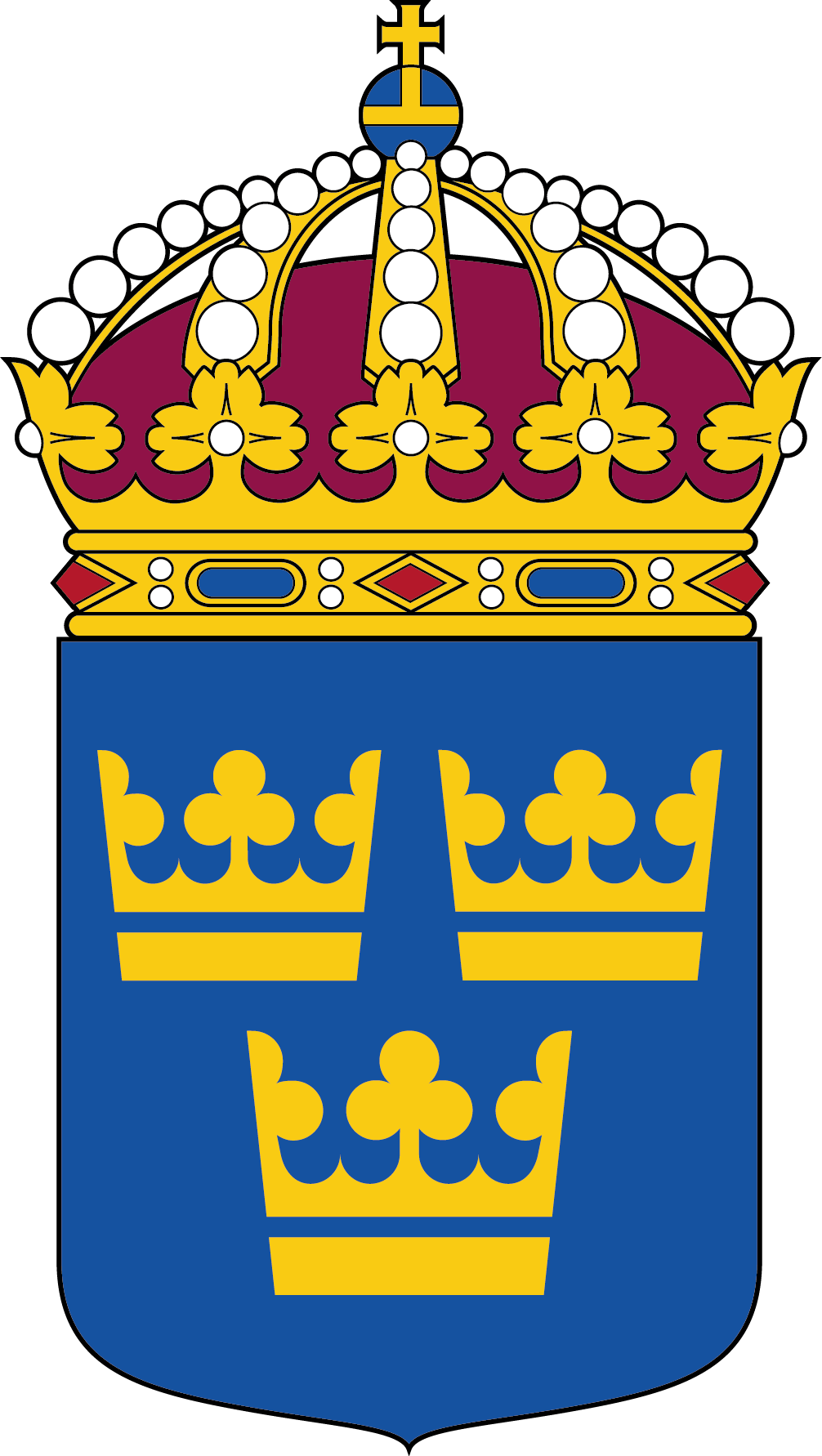
Wappen

Liste der schwedischen Gesandten und Botschafter in Frankreich.

## Geschichte
Schweden nahm diplomatische Beziehungen zu Frankreich im Jahr 1634 auf.
Unter der Schirmherrschaft der Gesandtschaft stand auch die deutsch-skandinavische evangelische Gemeinde, die aufgrund des Toleranzedikts von Nantes (1598) zwar ihre Religion ausüben durfte, da das aber für Paris im Speziellen verboten war, sich auf dem exterritorialen Gelände traf. 1679 wurde daraus eine offizielle Gemeinde der schwedischen Kapelle, seit 1711 wurde der Pastor vom schwedischen König ernannt und vom schwedischen Staat unterhalten. Nachfolge dieser Pfarrstelle ist – zusammen mit der dänischen Kapelle – die heutige deutsch-evangelische Christuskirche.

### Botschaft, Konsulate
Sitz der Botschaft (Sveriges ambassad Paris, Ambassade de Suède à Paris) ist heute Rue Barbet-de-Jouy 17 (Paris, 7e Arrondissement).
Es ist ein Bauwerk der Moderne (davor stand hier das Modehaus Marcel Rochas).
Konsulate befinden sich in Bordeaux, Lille, Lyon, Marseille, Nantes, Nizza, Porto Vecchio, Strassburg, Toulouse, sowie in Gustavia auf Saint Barthélemy (Karibik). Außerdem ist das Konsulat in Monaco unterstellt. An der Botschaft befinden sich auch Außenstellen von Business Sweden und dem Auslandskulturamt Svenska institutet (Hôtel de Marle, rue Payenne).

## Missionschefs
1634: Aufnahme diplomatischer Beziehungen
| Name                                  | Ernennung/ Akkreditierung | Abberufung | Anmerkungen                            | ernannt von      | akkreditiert bei |
| ------------------------------------- | ------------------------- | ---------- | -------------------------------------- | ---------------- | ---------------- |
| Hugo de Groot                         | 1634                      | 1645       |                                        | Christina        |                  |
| vakant                                | –                         | –          |                                        | –                | –                |
| Clas Åkesson Tott                     | 1661                      | 1662       |                                        | Karl XI.         |                  |
| Otto Vilhelm von Königsmarck          | 1665                      | 1666       |                                        | Karl XI.         |                  |
| vakant                                | –                         | –          |                                        | –                | –                |
| Clas Åkesson Tott                     | 1672                      | 1674       |                                        | Karl XI.         |                  |
| vakant                                | –                         | –          |                                        | –                | –                |
| Johan Palmquist                       | 1689                      | 1702       |                                        | Karl XI.         |                  |
| Daniel Cronström                      | 1702                      | 1712       |                                        | Karl XII.        |                  |
| Carl Gustaf Friesendorff              | 1712                      | 1714       |                                        | Karl XII.        |                  |
| Erik Sparre af Sundby                 | 1714                      | 1717       |                                        | Karl XII.        |                  |
| Carl Gustaf Bielke                    | 1719                      | 1721       | Gesandter                              | Ulrike Eleonore  |                  |
| Niklas Peter von Gedda                | 1722                      | 1737       | Ministerresident, ab 1725 Gesandter    | Friedrich        |                  |
| Per Axel Fleming                      | 1738                      | 1742       | Gesandter                              | Friedrich        |                  |
| Carl Gustaf Tessin                    | 1739                      | 1742       | Botschafter                            | Friedrich        |                  |
| Claës Ekeblad                         | 1742                      | 1744       | Gesandter                              | Friedrich        |                  |
| Carl Fredrik Scheffer                 | 1744                      | 1752       | Gesandter                              | Friedrich        |                  |
| Ulrik Scheffer                        | 1752                      | 1765       | Gesandter, ab 1763 Botschafter         | Adolf Friedrich  |                  |
| Gustaf Philip Creutz                  | 1766                      | 1783       | Gesandter, ab 1772 Botschafter         | Adolf Friedrich  |                  |
| Erik Magnus Staël von Holstein        | 1783                      | 1799       | Botschafter                            | Gustav III.      |                  |
| Carl August Ehrensvärd (1749–1805)    | 1800                      | 1804       | Gesandter                              | Gustav IV. Adolf |                  |
| –                                     | –                         | –          | Unterbrechung der Beziehungen          | –                | –                |
| Gustaf Lagerbielke                    | 1810                      | 1811       | Gesandter                              | Karl XIII.       |                  |
| Germund Ludvig Cederhielm             | 1811                      | 1811       | Gesandter                              | Karl XIII.       |                  |
| Abraham Constantin Mouradgea d'Ohsson | 1811                      | 1813       | Chargé d’affaires                      | Karl XIII.       |                  |
| Elof Signeul                          | 1815                      | 1817       | Chargé d’affaires                      | Karl XIII.       |                  |
| Carl Hochschild                       | 1817                      | 1818       | Chargé d’affaires                      | Karl XIII.       |                  |
| Gustaf Carl Fredrik Löwenhielm        | 1818                      | 1856       | Gesandter, dienstlängster Missionschef | Karl XIV. Johann |                  |
| Christoffer Rutger Ludvig Manderström | 1856                      | 1858       | Gesandter                              | Oskar I.         |                  |
| Georg Nicolaus Adelswärd              | 1858                      | 1877       | Gesandter                              | Oskar I.         |                  |
| Georg Christian Sibbern               | 1878                      | 1884       | Gesandter                              | Oskar II.        |                  |
| Carl Lewenhaupt                       | 1884                      | 1889       | Gesandter                              | Oskar II.        |                  |
| Frederik Georg Knut Due               | 1890                      | 1899       | Gesandter                              | Oskar II.        |                  |
| Henrik Åkerman                        | 1899                      | 1905       | Gesandter                              | Oskar II.        |                  |
| August Louis Fersen Gyldenstolpe      | 1905                      | 1918       | Gesandter                              | Oskar II.        |                  |
| Albert Ehrensvärd                     | 1918                      | 1934       | Gesandter                              | Gustav V.        |                  |
| Einar Hennings                        | 1934                      | 1944       | Gesandter                              | Gustav V.        |                  |
| Erik Boheman                          | 1944                      | 1947       | Gesandter                              | Gustav V.        |                  |
| Karl Ivan Westman                     | 1947                      | 1956       | Gesandter, ab 1947 Botschafter         | Gustav V.        |                  |
| Ragnar Kumlin                         | 1956                      | 1965       | Botschafter                            | Gustav VI. Adolf |                  |
| Rolf R:son Sohlman                    | 1965                      | 1967       | Botschafter                            | Gustav VI. Adolf |                  |
| Gunnar Hägglöf                        | 1967                      | 1971       | Botschafter                            | Gustav VI. Adolf |                  |
| Ingemar Hägglöf                       | 1971                      | 1978       | Botschafter                            | Gustav VI. Adolf |                  |
| Sverker Åström                        | 1978                      | 1982       | Botschafter                            | Carl XVI. Gustaf |                  |
| Carl Lidbom                           | 1982                      | 1992       | Botschafter                            | Carl XVI. Gustaf |                  |
| Stig Brattström                       | 1992                      | 1996       | Botschafter                            | Carl XVI. Gustaf |                  |
| Örjan Berner                          | 1996                      | 2001       | Botschafter                            | Carl XVI. Gustaf |                  |
| Frank Belfrage                        | 2001                      | 2006       | Botschafter                            | Carl XVI. Gustaf |                  |
| Krister Kumlin                        | 2006                      | 2007       | Chargé d'affaires                      | Carl XVI. Gustaf |                  |
| Gunnar Lund                           | 2007                      | 2014       | Botschafter                            | Carl XVI. Gustaf |                  |
| Veronika Wand-Danielsson              | 2014                      |            | Botschafterin                          | Carl XVI. Gustaf |                  |
| Håkan Åkesson                         | 2020                      | amtierend  | Botschafter                            | Carl XVI. Gustaf |                  |

Stand: Mai 2023